# Adama Traoré (calciatore 26 giugno 1990)
Adama Traoré (26 giugno 1990) è un ex calciatore maliano, di ruolo attaccante.